# ولایت خودمختار بایینغولین مغول
ولایت خودمختار بایینغولین مغول یکی از ولایات خودمختار منطقه خودمختار سین‌کیانگ اویغور می‌باشد. با وجود اینکه این ولایت خودمختار برای مردم مغول تاسیس شده است، تنها ۴٪ جمعیت آن را مردم مغول تشکیل می دهند. اکثر جمعیت این ولایت خودمختار را مردم هان و هوئی (چینی‌تباران) (۵۸٫۶٪) و اویغورها (۳۶٫۴٪) تشکیل می‌دهند.
از نظر مساحت، بایینغولین وسیع‌ترین ولایت در چین است٬ و ۴٫۹٪ مساحت کشور چین و ۲۸٪ مساحت منطقه خودمختار سین‌کیانگ اویغور را در بر می گیرد.

## نام
- به اویغوری: بايىنغولىن موڭغۇل ئاپتونوم ئوبلاستى
- به چینی: 巴音郭楞蒙古自治州، به پین‌یین: Bāyīnguōléng Měnggǔ Zìzhìzhōu
- به مغولی: ᠪᠠᠶᠠᠨᠭᠣᠣᠯ ᠮᠣᠩᠭᠣᠯ ᠥᠪᠡᠷᠲᠡᠭᠡᠨ ᠵᠠᠰᠠᠬᠤ ᠵᠧᠦ، به لاتین: Bayanγool mongγol öbertegen ǰasaqu jvu، معادل سیریلیک: Баянгол - Монголын өөртөө засах жуу

## جمعیت
| ترکیب قومیتی ولایت خودمختار بایینغولین مغول | ترکیب قومیتی ولایت خودمختار بایینغولین مغول | ترکیب قومیتی ولایت خودمختار بایینغولین مغول | ترکیب قومیتی ولایت خودمختار بایینغولین مغول | ترکیب قومیتی ولایت خودمختار بایینغولین مغول |
| ------------------------------------------- | ------------------------------------------- | ------------------------------------------- | ------------------------------------------- | ------------------------------------------- |
| قومیت                                       | قومیت                                       |                                             | درصد                                        | درصد                                        |
| هان                                         | هان                                         |                                             | ۵۳٫۳٪                                       | ۵۳٫۳٪                                       |
| اویغور                                      | اویغور                                      |                                             | ۳۶٫۴٪                                       | ۳۶٫۴٪                                       |
| هوئی                                        | هوئی                                        |                                             | ۵٫۳٪                                        | ۵٫۳٪                                        |
| مغول                                        | مغول                                        |                                             | ۴٫۰٪                                        | ۴٫۰٪                                        |
| منجو                                        | منجو                                        |                                             | ۰٫۱٪                                        | ۰٫۱٪                                        |
| قزاق                                        | قزاق                                        |                                             | ۰٫۱٪                                        | ۰٫۱٪                                        |
| سایر                                        | سایر                                        |                                             | ۰٫۲٪                                        | ۰٫۲٪                                        |
| منبع سرشماری جمعیت :                        |                                             |                                             |                                             |                                             |

## تاریخچه
اولین واحد تقسیماتی مدرن که معادل ولایت خودمختار بایینغولین مغول بود، در سال ۱۸۸۲ میلادی تحت نام «ولایت قره‌شهر»، شامل سه شهرستان بوگور، لوپنور، و یانچی تاسیس شد. در سال ۱۸۹۹ میلادی، نام این ولایت به «ولایت یانچی» تغییر کرد.
در سال ۱۹۰۳ میلادی، شهرستان چارقیلیق با جدا شدن از لوپنور تاسیس شد.
در سال ۱۹۱۴ میلادی، شهرستان چرچن با جدا شدن از لوپنور تاسیس شد.
در سال ۱۹۳۶ میلادی، با جدا شدن از شهرستان تورفان در ولایت دیهوا ، شهرستان توقسون تاسیس شد. این شهرستان، ضمیمهٔ ولایت یانچی شد.
در سال ۱۹۳۸، شهرستان توقسون از ولایت یانچی جدا شده و به ولایت دیهوا پیوست.
در سال ۱۹۳۹ میلادی شهرستان کورلا، با جدا شدن از شهرستان یانچی تاسیس شد.
در ۱۹۳۹ میلادی، شهرستان خوشوت (شامل اراضی شهرستان باغراش امروزی) با جدا شدن از شهرستان یانچی تاسیس شد.
در سال ۱۹۴۷ میلادی شهرستان هجینگ، با جدا شدن از شهرستان یانچی تاسیس شد.
در ژوئن سال ۱۹۵۴ میلادی، «ولایت یانچی» منحل شد. در این سال، ۲ واحد تقسیماتی جدید بجای این ولایت تاسیس شدند. اولین این دو، «ولایت خودمختار بایینغولین مغول» است که شامل ۳ شهرستان یانچی، هجینگ، و خوشوت، در بر گیرندهٔ ۱۱٪ مساحت «ولایت یانچی» در شمال آن. دومین این دو، «ولایت کورلا» است که شامل ۵ شهرستان کورلا، بوگور،لوپنور، شهرستان چارقیلیق، شهرستان چرچن در بر گیرندهٔ ۸۹٪ مساحت «ولایت یانچی» در جنوب آن. 
در همین تاریخ، «شهرستان یانچی» به «شهرستان خودمختار یانچی هوئی» تغییر وضعیت داد.
۶ سال بعد، در دسامبر سال ۱۹۶۰ میلادی، «ولایت کورلا» در «ولایت خودمختار بایینغولین مغول» ادغام شد. مرکز ولایت خودمختار بایینغولین مغول از یانچی به کورلا انتقال یافت.
در نوامبر سال ۱۹۷۰ میلادی، شهرستان باغراش با جدا شدن از شهرستان خوشوت تاسیس شد.
در ژوئن سال ۱۹۷۹، از بخشی از اراضی شهرستان کورلا و شهرستان خودمختار یانچی هوئی، «شهر در سطح شهرستان» کورلا تاسیس شد.
چهار سال بعد، در اوت سال ۱۹۸۳ میلادی، «شهرستان کورلا» منحل شده و اراضی آن ضمیمهٔ «شهر در سطح شهرستان» کورلا شد.
در دسامبر سال ۲۰۱۲، با جدایی از اراضی تحت مدیریت شهر کورلا، باش‌اگیم/تیه‌منگوان به عنوان شهر وابسته به بینگتوان و «شهر تابع مستقیم منطقه خودمختار» تاسیس شده، از تابعیت ولایت خودمختار بایینغولین مغول در آمده، و مستقیما در تابعیت اداری منطقه خودمختار سین‌کیانگ قرار گرفت.
در ژانویه سال ۲۰۲۰ میلادی، اراضی از شهرستان‌های خودمختار یانچی هوئی، باغراش، چارقیلیق، چرچن، خوشوت، و هجینگ از تابعیت ولایت خودمختار بایینغولین مغول در آمده و ضمیمهٔ باش‌اگیم شدند. اکثر این اراضی شامل هنگ‌های متعلق به بینگتوان بودند.

## شهرها و شهرستان‌ها
|   |                                  |                               |                |                       |                                    |                                                                     |            |         |             |
|   | نام                              | اویغوری                       | چینی           | پین‌یین                | مغولی                              | نویسه‌گردانی به لاتین معادل سیریلیک                                  | جمعیت-۱۳۹۹ | مساحت   | تراکم جمعیت |
| ۱ | شهر کورلا                        | كورلا شەھىرى                  | 库尔勒市       | Kù'ěrlè Shì           | ᠬᠣᠷᠣᠯ ᠬᠣᠲᠠ                         | Qorol qota Хорол хот                                                | ۷۷۹٬۳۵۲    | ۷٬۳۷۸   | ۱۰۵٫۶۳      |
| ۲ | شهرستان بوگور / لونتای           | بۈگۈر ناھىيىسى                | 轮台县         | Lúntái Xiàn           | ᠪᠦᠭᠦᠷ ᠰᠢᠶᠠᠨ                        | Büqür siyan Бүгүр шянь                                              | ۱۳۷٬۳۲۷    | ۱۴٬۱۸۲  | ۹٫۶۸        |
| ۳ | شهرستان لوپنور / یولی            | لوپنۇر ناھىيىسى               | 尉犁县         | Yùlí Xiàn             | ᠯᠣᠪᠨᠠᠭᠤᠷ ᠰᠢᠶᠠᠨ                     | Lobnaγur siyan Лобнуур шянь                                         | ۱۰۱٬۸۶۶    | ۵۹٬۱۹۲  | ۱٫۷۲        |
| ۴ | شهرستان چارقیلیق / رووچیانگ      | چاقىلىق ناھىيىسى              | 若羌县         | Ruòqiāng Xiàn         | ᠴᠠᠺᠢᠯᠢᠺ ᠰᠢᠶᠠᠨ                      | Čaqaliq siyan Чакилик шянь                                          | ۴۳٬۰۴۵     | ۱۹۸٬۳۲۲ | ۰٫۲۲        |
| ۵ | شهرستان چرچن / چییمو             | چەرچەن ناھىيىسى               | 且末县         | Qiěmò Xiàn            | ᠴᠧᠷᠴᠧᠨ ᠰᠢᠶᠠᠨ                       | Čerčen siyan Черчен шянь                                            | ۶۹٬۲۳۶     | ۱۳۸٬۶۶۵ | ۰٫۵۰        |
| ۶ | شهرستان هجینگ                    | خېجىڭ ناھىيىسى                | 和静县         | Héjìng Xiàn           | ᠾᠧᠵᠢᠩ ᠰᠢᠶᠠᠨ                        | Hëǰing siyan Хэжин шянь                                             | ۱۴۷٬۸۵۹    | ۳۴٬۹۷۹  | ۴٫۲۳        |
| ۷ | شهرستان خوشوت                    | خوشۇت ناھىيىسى                | 和硕县         | Héshuò Xiàn           | ᠬᠣᠱᠤᠳ ᠰᠢᠶᠠᠨ                        | Qušud siyan Хошууд шянь                                             | ۵۹٬۲۹۹     | ۱۲٬۷۴۰  | ۴٫۶۵        |
| ۸ | شهرستان باغراش / بوهو / بوست‌نوور | باغراش ناھىيىسى               | 博湖县         | Bóhú Xiàn             | ᠪᠣᠰᠲᠠᠨᠠᠭᠤᠷ ᠰᠢᠶᠠᠨ                   | Busdunaγur siyan Бостнуур шянь                                      | ۴۸٬۲۸۸     | ۳٬۵۹۳   | ۱۳٫۴۴       |
| ۹ | شهرستان خودمختار یانچی هوئی      | يەنجى خۇيزۇ ئاپتونوم ناھىيىسى | 焉耆回族自治县 | Yānqí Huízú Zìzhìxiàn | ᠶᠠᠨᠼᠢ ᠬᠣᠲᠣᠩ ᠥᠪᠡᠷᠲᠡᠭᠡᠨ ᠵᠠᠰᠠᠬᠤ ᠰᠢᠶᠠᠨ | Yanči qotong öbertegen ǰasaqu siyan Яньци - Хотон өөртөө засах шянь | ۱۲۲٬۹۶۱    | ۲٬۴۲۹   | ۵۲٫۶۲       |